# Hikaru Nakamura
Hikaru Nakamura (ヒカル・ナカムラ (i katakana), 中村 光 (i kanji) Nakamura Hikaru, født 9. december, 1987) er en japanskfødt amerikansk skakstormester.
Han har har vundet det amerikanske skakmesterskab 5 gange, og har repræsenteret USA ved fem skak-olympiader hvor han vandt en holdguldmedalje og to holdbronzemedaljer. Han har også skrevet en bog om bullet-skak kaldet Bullet Chess: One Minute to Mate.
Hans højeste USCF-rating var 2900 i august 2015. I oktober 2015 nåede han sit højeste FIDE-rating på 2816, som da var den næsthøjeste i verden. I maj 2014 da FIDE begyndte at offentliggøre officielle hurtig- og blitz-skak-rangeringer, var Nakamura nummer et i verden på begge lister.

## Ungdom
Nakamura blev født i Hirakata, Osaka, Japan, af en amerikansk mor, Carolyn Merrow Nakamura, en klassisk uddannet musiker og tidligere skolelærer og japansk far, Shuichi Nakamura. Da han var to år, flyttede hans familie til USA. Nakamuras forældre blev skilt i 1990, da han var tre år gammel. Han begyndte at spille skak i en alder af syv år og blev trænet af sin srilankanske stedfar, FIDE Master og skakforfatter Sunil Weeramantry.

## Skakvidunderbarn
Som skakvidunderbarn blev Nakamura den yngste spiller til at opnå titlen som skakmester fra United States Chess Federation i en alder af 10 år, idet han slog rekorden, som Vinay Bhat tidligere havde sat. Nakamuras rekord bestod indtil 2008, da Nicholas Nip opnåede mestertitlen i en alder af 9 år og 11 måneder.
I 1999 vandt Nakamura Laura Aspis-prisen, der hvert år blev givet til den øverste USCF-klassificerede spiller under 13 år. I 2003, i en alder af 15 år og 79 dage, befæstede Nakamura sit omdømme som skakprotege, idet han blev den yngste amerikaner til at opnå stormestertitlen. (Nakamuras rekord blev derefter brudt af Fabiano Caruana i 2007, efterfulgt af Ray Robson i 2009 og yderligere sænket af Samuel Sevian i 2014).